# Pintsch Öl
Die Pintsch Öl AG war bis 1984 einer der größten Altöl-Verarbeitungsbetriebe in der Bundesrepublik Deutschland. In ihre Raffinerien in Hanau, West-Berlin und Leverkusen gelangten rund 20 Prozent des bundesdeutschen Altöls. Der Betrieb wurde vom Bundesamt für gewerbliche Wirtschaft aus dem sogenannten Altölpfennig subventioniert. Aus Kostenersparnisgründen wurden behördliche Vorgaben missachtet, es wurden permanent illegal giftige Dämpfe und giftige Flüssigkeiten freigesetzt.
Bereits 1974, als der Wind die giftigen Schwaden des Hanauer Werkes zufällig in eine Wohnsiedlung getrieben hatte, kam es zu den ersten Strafverfahren, das Verfahren gegen den Geschäftsführer wurde wegen „Geringfügigkeit“ eingestellt. Es kam zu weiteren Verfahren, 1981 wurde in Hanau eine Bürgerinitiative gegründet. In West-Berlin fielen 1981 bei einer Verlagerung des Betriebsgeländes Sanierungskosten von 10 Millionen Mark an. Aber erst 1984 wurde eine Durchsuchung des Hanauer Firmengeländes durchgeführt. Kurz darauf wurde der Betrieb an allen Standorten stillgelegt, die Firma ging am 30. April 1984 in Konkurs.
Danach mussten die Altölschlämme auf den Betriebsgeländen auf Kosten der Steuerzahler entsorgt werden. Allein für West-Berlin wurden Kosten von 50 Millionen Mark geschätzt, um den völlig ölverseuchten Boden  bis auf zwei Meter Tiefe abzubaggern und zu dekontaminieren. Dazu wurde auf dem ehemaligen Firmengelände an der Gradestraße in Berlin-Britz eine Bodenwaschanlage gebaut, die nach Abschluss der Arbeiten auch für von anderswo herbeitransportierte kontaminierte Böden genutzt wird.
Die Sanierung des Pintsch-Öl-Geländes in Hanau ab 1987 erforderte erhebliche Aufwendungen zum Arbeits- und Emissionsschutz. Der Aushub des Bodens musste innerhalb einer Einhausung mit einem ferngesteuerten Bagger durchgeführt werden. Die Gesamtkosten für das Projekt lagen bei ca. 103 Mio. DM (52,7 Mio. Euro). Es wurden dabei Sanierungsverfahren entwickelt und in der Praxis getestet, die heute weit über Hessen hinaus Anwendung finden.